# Sonia y Selena
Sonia y Selena, noto internazionalmente anche come Sonia & Selena, è un duo musicale spagnolo fondato ad Ibiza nel 2001.
Hanno riscosso successo internazionale grazie all'album Yo quiero bailar, da cui è stato tratto il singolo omonimo.

## Storia
Fondato nel 2000 da Sonia Basseda Cárdenas (Sonia Mado) e Bárbara Selena Rodríguez Parra (Selena Leo), il duo è stato formato ad hoc per partecipare a Eurocanción, l'allora processo di selezione nazionale per la scelta del rappresentante spagnolo all'Eurovision Song Contest di Copenaghen. Nonostante abbiano chiuso al nono posto nella competizione, il loro brano Yo quiero bailar ebbe un grande successo diventando un tormentone estivo di quell'anno, scalando inoltre le classifiche dell'estate di diversi stati, tra cui la Spagna. Il brano richiama il tipico stile già collaudato più volte dalla fine degli anni novanta da canzoni come Vamos a la playa di Miranda e Bailando di Loona, che diventò proprio come queste ultime un tormentone estivo.
Successivamente il duo ha pubblicato il nuovo singolo, Deja que mueva, mueva, mueva, che pur riscuotendo un buon successo non bissò quello della precedente canzone. Negli anni 2000, nonostante la rapida separazione a causa di continui litigi e lo scontro di caratteri tra le due artiste, le canzoni del gruppo vennero inserite in varie compilation di musica dance, tra cui alcune inedite, come Mucho por vivir en... Gran Hermano, inserita nella compilation Gran Hermano - Gran Disco Vol. 2, mentre il brano Que viva la noche è stata inserita nella colonna sonora del film L'appartamento spagnolo.
Durante il periodo di inattività, Selena Leo ha pubblicato due album da solista, oltre ad aver partecipato come concorrente al reality show La Granja de los Famosos, mentre Sonia Madoc, dopo essersi allontanata per anni dalle scene pubbliche, ha successivamente lavorato come conduttrice televisiva.
Nel 2010, Sonia Madoc ha voluto riunire il duo in occasione del decimo anniversario dalla nascita del progetto. L'anno successivo sono state confermate come possibili concorrenti nella nuova selezione eurovisiva del rappresentante spagnolo, ma sono state successivamente scartate senza rientrare nella rosa finale. Dopo la pubblicazione di varie versioni remix dei loro successi, Selena Leo decise di lasciare definitivamente la formazione.
Nel 2024, il duo ha confermato il loro ritorno con una nuova tournée, che è partita il 26 ottobre al Loco Bongo Festival di Barcellona, che si è tenuto presso il Palau Sant Jordi. Il 12 novembre successivo vengono annunciate tra i partecipanti al Benidorm Fest 2025, segnando il ritorno discografico del duo dopo tredici anni.

## Discografia

### Album
- 2001 – Yo quiero bailar

### Singoli
- 2001 – Yo quiero bailar
- 2001 – Tequila
- 2001 – Que viva la noche
- 2001 – Deja que mueva, mueva, mueva
- 2011 – Yo quiero bailar 2011 (Reloaded Radio Mix)
- 2024 – Reinas